# Pekao Open 2014
Il Pekao Szczecin Open 2014 è stato un torneo di tennis facente parte della categoria ATP Challenger Tour nell'ambito dell'ATP Challenger Tour 2014. È stata la 22ª edizione del torneo e si è giocato a Stettino in Polonia dal 8 al 14 settembre 2014 su campi in terra rossa, con un montepremi di €106.500+H.

## Partecipanti singolare

### Teste di serie
| Nazionalità | Giocatore            | Ranking* | Testa di serie |
| Germania    | Jan-Lennard Struff   | 77       | 1              |
| Germania    | Dustin Brown         | 97       | 2              |
| Kazakistan  | Oleksandr Nedovjesov | 107      | 3              |
| Spagna      | Albert Montañés      | 114      | 4              |
| Germania    | Andreas Beck         | 115      | 5              |
| Spagna      | Pere Riba Madrid     | 116      | 6              |
| Argentina   | Facundo Argüello     | 120      | 7              |
| Ungheria    | Márton Fucsovics     | 152      | 8              |

* Rankings del 1º settembre 2014.

### Altri partecipanti
Giocatori che hanno ricevuto una wild card:
- Cristian Garín
- Kamil Majchrzak
- Rafal Teurer
- Grzegorz Panfil

Giocatore che ha avuto accesso al tabellone principale con uno special exempt:
- Guillaume Rufin

Giocatori che sono passati dalle qualificazioni:
- Mateusz Kowalczyk
- Blazej Koniusz
- Philip Davydenko
- Marcin Gawron

## Vincitori

### Singolare
Dustin Brown ha battuto in finale  Jan-Lennard Struff con il punteggio di 6–4, 6–3.

### Doppio
Dustin Brown /  Jan-Lennard Struff hanno battuto in finale  Andrea Arnaboldi /  Alessandro Giannessi con il punteggio di 6–2, 6–4.